# Mark Tilden
 (septembre 2012).
Si vous disposez d'ouvrages ou d'articles de référence ou si vous connaissez des sites web de qualité traitant du thème abordé ici, merci de compléter l'article en donnant les références utiles à sa vérifiabilité et en les liant à la section « Notes et références ».
Mark Tilden est l'inventeur des robots BEAM et, entre autres, du robot Robosapien, commercialisé par WowWee.